# Harry Hartz
Harry Hartz, född den 24 december 1896 i Pomona, Kalifornien, USA, död den 26 september 1974 i Indianapolis, Indiana, USA, var en amerikansk racerförare.

## Racingkarriär
Hartz började tävla med racing i artonårsåldern, och var under en femårsperiod den mest jämne föraren i Indianapolis 500 mellan 1922 och 1926. Hartz lyckades aldrig vinna tävlingen, men klarade av att bli tvåa hela tre gånger. Hans finaste titel i karriären kom när han vann det nationella mästerskapet 1926 efter fem segrar på arton starter. Hartz deltog i diverse kampanjer för bränsleföretag, bland annat genom att köra baklänges runt på olika ställen i USA. Hartz skadade sig efter karriärens slut i en trafikolycka, och blev aldrig fullt återställd.